# Copa de Campeones de Europa 1964-65
La Copa de Campeones de Europa 1964-65 fue la 10.ª edición de la Copa de Clubes Campeones Europeos de fútbol, conocida como Copa de Europa, organizada por la Unión de Asociaciones Europeas de Fútbol (UEFA). En ella participaron un total de treinta y un equipos, representantes de 30 federaciones nacionales diferentes tras incorporarse el representante islandés, cuya federación reemplazó a la chipriota por los conflictos acontecidos en el país sudeuropeo.
Disputada entre los meses de septiembre y mayo, la federación italiana contó con dos participantes merced a la condición de vigente campeón de Football Club Internazionale Milano. A la final accedieron el vigente campeón del torneo y el bicampeón Sport Lisboa e Benfica. Los milaneses se alzaron con su segundo título, tras vencer por 1-0 siendo el tercer equipo en revalidar el título.
Los clubes que debutaron en la fase final del torneo —a partir de los cuartos de final— fueron el Amsterdamsche Football Club Door Wilskracht Sterk, el Győri Vasas Egyetértés Torna Osztály, que fue, por llegar a las semifinales, el mejor equipo debutante, y el Liverpool Football Club. Debutaron también, aunque no alcanzaron dicha fase, otros diez equipos, entre los que se encuentran el segundo representante italiano, Bologna Football Club.
Se anotaron 208 goles en 59 encuentros, una media de 3,53 goles en cada uno. Esta fue la segunda vez en la historia de la competición que la final fue disputada por dos equipos que habían sido campeones.

## Desarrollo

### Ronda previa
El sorteo se realizó el 8 de julio de 1964 en Ginebra
| Equipo Local Ida               | Resultado | Equipo Visitante Ida    | Ida   | Vuelta | Desempate |
| ------------------------------ | --------- | ----------------------- | ----- | ------ | --------- |
| Glentoran F. C.                | 4 - 5     | Panathinaikós A. O.     | 2 - 2 | 2 - 3  |           |
| K. F. Partizani                | 0 - 2     | F. C. Köln              | 0 - 0 | 0 - 2  |           |
| K. R. Reykjavík                | 1 - 11    | Liverpool F. C.         | 0 - 5 | 1 - 6  |           |
| R. S. C. Anderlecht            | 2 - 2     | Bologna F. C.           | 1 - 0 | 1 - 2  | 0 - 0     |
| Sliema Wanderers               | 0 - 7     | Dinamo Bucarest         | 0 - 2 | 0 - 5  |           |
| Rangers F. C.                  | 5 - 5     | F. K. Crvena Zvezda     | 3 - 1 | 2 - 4  | 3 - 1     |
| S. K. Rapid Wien               | 5 - 0     | Shamrock Rovers F. C.   | 3 - 0 | 2 - 0  |           |
| A. F. C. Door Wilskracht Sterk | 4 - 1     | Fenerbahçe S. K.        | 3 - 1 | 1 - 0  |           |
| F. C. Lahti                    | 2 - 4     | Lyn Toppfotball         | 2 - 1 | 0 - 3  |           |
| B. S. G. Chemie Leipzig        | 2 - 6     | Győri Vasas E. T. O.    | 0 - 2 | 2 - 4  |           |
| P. F. K. Lokomotiv Sofiya      | 8 - 5     | Malmö F. F.             | 8 - 3 | 0 - 2  |           |
| A. S. Saint-Étienne            | 3 - 4     | F. C. La Chaux-de-Fonds | 2 - 2 | 1 - 2  |           |
| F. C. Aris Bonnevoie           | 2 - 10    | S. L. Benfica           | 1 - 5 | 1 - 5  |           |
| Boldklubben 1909               | 2 - 9     | Real Madrid C. F.       | 2 - 5 | 0 - 4  |           |
| V. T. J. Dukla Praha           | 4 - 4     | K. S. Górnik Zabrze     | 4 - 1 | 0 - 3  | 0 - 0     |
| F. C. Internazionale           | Bye.      |                         | -     | -      |           |

## Fase final

### Eliminatorias
|  | Octavos de final                                                             | Octavos de final                                                             | Octavos de final                                                             | Octavos de final                                                             |   |                | Cuartos de final                                                    | Cuartos de final                                                    | Cuartos de final                                                    | Cuartos de final                                                    |  |           | Semifinales                                                           | Semifinales                                                           | Semifinales                                                           | Semifinales                                                           |  |                | Final                                             | Final                                             |  |
|  | 4 al 25 de noviembre de 1964 (ida) 18 de nov. al 16 de dic. de 1964 (vuelta) | 4 al 25 de noviembre de 1964 (ida) 18 de nov. al 16 de dic. de 1964 (vuelta) | 4 al 25 de noviembre de 1964 (ida) 18 de nov. al 16 de dic. de 1964 (vuelta) | 4 al 25 de noviembre de 1964 (ida) 18 de nov. al 16 de dic. de 1964 (vuelta) |   |                | 10 al 24 de febrero de 1965 (ida) 3 al 24 de marzo de 1965 (vuelta) | 10 al 24 de febrero de 1965 (ida) 3 al 24 de marzo de 1965 (vuelta) | 10 al 24 de febrero de 1965 (ida) 3 al 24 de marzo de 1965 (vuelta) | 10 al 24 de febrero de 1965 (ida) 3 al 24 de marzo de 1965 (vuelta) |  |           | 30 de abril y 4 de mayo de 1965 (ida) 6 y 12 de mayo de 1965 (vuelta) | 30 de abril y 4 de mayo de 1965 (ida) 6 y 12 de mayo de 1965 (vuelta) | 30 de abril y 4 de mayo de 1965 (ida) 6 y 12 de mayo de 1965 (vuelta) | 30 de abril y 4 de mayo de 1965 (ida) 6 y 12 de mayo de 1965 (vuelta) |  |                | 27 de mayo de 1965 Estadio Giuseppe Meazza, Milán | 27 de mayo de 1965 Estadio Giuseppe Meazza, Milán |  |
|  |                                                                              |                                                                              |                                                                              |                                                                              |   |                |                                                                     |                                                                     |                                                                     |                                                                     |  |           |                                                                       |                                                                       |                                                                       |                                                                       |  |                |                                                   |                                                   |  |
|  |                                                                              |                                                                              |                                                                              |                                                                              |   |                |                                                                     |                                                                     |                                                                     |                                                                     |  |           |                                                                       |                                                                       |                                                                       |                                                                       |  |                |                                                   |                                                   |  |
|  | Panathinaikos                                                                | 1                                                                            | 1                                                                            | 2                                                                            |   |                |                                                                     |                                                                     |                                                                     |                                                                     |  |           |                                                                       |                                                                       |                                                                       |                                                                       |  |                |                                                   |                                                   |  |
|  | Panathinaikos                                                                | 1                                                                            | 1                                                                            | 2                                                                            |   |                |                                                                     |                                                                     |                                                                     |                                                                     |  |           |                                                                       |                                                                       |                                                                       |                                                                       |  |                |                                                   |                                                   |  |
|  | Colonia                                                                      | 1                                                                            | 2                                                                            | 3                                                                            |   |                |                                                                     |                                                                     |                                                                     |                                                                     |  |           |                                                                       |                                                                       |                                                                       |                                                                       |  |                |                                                   |                                                   |  |
|  | Colonia                                                                      | 1                                                                            | 2                                                                            | 3                                                                            |   | Colonia        | 0                                                                   | 0                                                                   | 0                                                                   |                                                                     |  |           |                                                                       |                                                                       |                                                                       |                                                                       |  |                |                                                   |                                                   |  |
|  |                                                                              |                                                                              |                                                                              |                                                                              |   | Colonia        | 0                                                                   | 0                                                                   | 0                                                                   |                                                                     |  |           |                                                                       |                                                                       |                                                                       |                                                                       |  |                |                                                   |                                                   |  |
|  |                                                                              |                                                                              | Liverpool                                                                    | 0                                                                            | 0 | 0              |                                                                     |                                                                     |                                                                     |                                                                     |  |           |                                                                       |                                                                       |                                                                       |                                                                       |  |                |                                                   |                                                   |  |
|  | Liverpool                                                                    | 3                                                                            | Liverpool                                                                    | 0                                                                            | 0 | 0              | 1                                                                   | 4                                                                   |                                                                     |                                                                     |  |           |                                                                       |                                                                       |                                                                       |                                                                       |  |                |                                                   |                                                   |  |
|  | Liverpool                                                                    | 3                                                                            |                                                                              |                                                                              |   |                |                                                                     |                                                                     |                                                                     |                                                                     |  |           |                                                                       |                                                                       |                                                                       |                                                                       |  |                |                                                   |                                                   |  |
|  | Anderlecht                                                                   | 0                                                                            | 0                                                                            | 0                                                                            |   |                |                                                                     |                                                                     |                                                                     |                                                                     |  |           |                                                                       |                                                                       |                                                                       |                                                                       |  |                |                                                   |                                                   |  |
|  | Anderlecht                                                                   | 0                                                                            | 0                                                                            | 0                                                                            |   |                |                                                                     |                                                                     |                                                                     |                                                                     |  | Liverpool | 3                                                                     | 0                                                                     | 3                                                                     |                                                                       |  |                |                                                   |                                                   |  |
|  |                                                                              |                                                                              |                                                                              |                                                                              |   |                |                                                                     |                                                                     |                                                                     |                                                                     |  | Liverpool | 3                                                                     | 0                                                                     | 3                                                                     |                                                                       |  |                |                                                   |                                                   |  |
|  |                                                                              |                                                                              | Internazionale                                                               | 1                                                                            | 3 | 4              |                                                                     |                                                                     |                                                                     |                                                                     |  |           |                                                                       |                                                                       |                                                                       |                                                                       |  |                |                                                   |                                                   |  |
|  | Internazionale                                                               | 6                                                                            | Internazionale                                                               | 1                                                                            | 3 | 4              | 1                                                                   | 7                                                                   |                                                                     |                                                                     |  |           |                                                                       |                                                                       |                                                                       |                                                                       |  |                |                                                   |                                                   |  |
|  | Internazionale                                                               | 6                                                                            |                                                                              |                                                                              |   |                |                                                                     |                                                                     |                                                                     |                                                                     |  |           |                                                                       |                                                                       |                                                                       |                                                                       |  |                |                                                   |                                                   |  |
|  | Dinamo de Bucarest                                                           | 0                                                                            | 0                                                                            | 0                                                                            |   |                |                                                                     |                                                                     |                                                                     |                                                                     |  |           |                                                                       |                                                                       |                                                                       |                                                                       |  |                |                                                   |                                                   |  |
|  | Dinamo de Bucarest                                                           | 0                                                                            | 0                                                                            | 0                                                                            |   | Internazionale | 3                                                                   | 0                                                                   | 3                                                                   |                                                                     |  |           |                                                                       |                                                                       |                                                                       |                                                                       |  |                |                                                   |                                                   |  |
|  |                                                                              |                                                                              |                                                                              |                                                                              |   | Internazionale | 3                                                                   | 0                                                                   | 3                                                                   |                                                                     |  |           |                                                                       |                                                                       |                                                                       |                                                                       |  |                |                                                   |                                                   |  |
|  |                                                                              |                                                                              | Rangers                                                                      | 1                                                                            | 1 | 2              |                                                                     |                                                                     |                                                                     |                                                                     |  |           |                                                                       |                                                                       |                                                                       |                                                                       |  |                |                                                   |                                                   |  |
|  | Rangers                                                                      | 1                                                                            | Rangers                                                                      | 1                                                                            | 1 | 2              | 2                                                                   | 3                                                                   |                                                                     |                                                                     |  |           |                                                                       |                                                                       |                                                                       |                                                                       |  |                |                                                   |                                                   |  |
|  | Rangers                                                                      | 1                                                                            |                                                                              |                                                                              |   |                |                                                                     |                                                                     |                                                                     |                                                                     |  |           |                                                                       |                                                                       |                                                                       |                                                                       |  |                |                                                   |                                                   |  |
|  | Rapid Viena                                                                  | 0                                                                            | 0                                                                            | 0                                                                            |   |                |                                                                     |                                                                     |                                                                     |                                                                     |  |           |                                                                       |                                                                       |                                                                       |                                                                       |  |                |                                                   |                                                   |  |
|  | Rapid Viena                                                                  | 0                                                                            | 0                                                                            | 0                                                                            |   |                |                                                                     |                                                                     |                                                                     |                                                                     |  |           |                                                                       |                                                                       |                                                                       |                                                                       |  | Internazionale | 1                                                 |                                                   |  |
|  |                                                                              |                                                                              |                                                                              |                                                                              |   |                |                                                                     |                                                                     |                                                                     |                                                                     |  |           |                                                                       |                                                                       |                                                                       |                                                                       |  | Internazionale | 1                                                 |                                                   |  |
|  |                                                                              |                                                                              | Benfica                                                                      | 0                                                                            |   |                |                                                                     |                                                                     |                                                                     |                                                                     |  |           |                                                                       |                                                                       |                                                                       |                                                                       |  |                |                                                   |                                                   |  |
|  | DWS Amsterdam                                                                | 5                                                                            | Benfica                                                                      | 0                                                                            | 3 | 8              |                                                                     |                                                                     |                                                                     |                                                                     |  |           |                                                                       |                                                                       |                                                                       |                                                                       |  |                |                                                   |                                                   |  |
|  | DWS Amsterdam                                                                | 5                                                                            |                                                                              |                                                                              |   |                |                                                                     |                                                                     |                                                                     |                                                                     |  |           |                                                                       |                                                                       |                                                                       |                                                                       |  |                |                                                   |                                                   |  |
|  | Lyn Oslo                                                                     | 0                                                                            | 1                                                                            | 1                                                                            |   |                |                                                                     |                                                                     |                                                                     |                                                                     |  |           |                                                                       |                                                                       |                                                                       |                                                                       |  |                |                                                   |                                                   |  |
|  | Lyn Oslo                                                                     | 0                                                                            | 1                                                                            | 1                                                                            |   | DWS Amsterdam  | 1                                                                   | 0                                                                   | 1                                                                   |                                                                     |  |           |                                                                       |                                                                       |                                                                       |                                                                       |  |                |                                                   |                                                   |  |
|  |                                                                              |                                                                              |                                                                              |                                                                              |   | DWS Amsterdam  | 1                                                                   | 0                                                                   | 1                                                                   |                                                                     |  |           |                                                                       |                                                                       |                                                                       |                                                                       |  |                |                                                   |                                                   |  |
|  |                                                                              |                                                                              | Győri ETO                                                                    | 1                                                                            | 1 | 2              |                                                                     |                                                                     |                                                                     |                                                                     |  |           |                                                                       |                                                                       |                                                                       |                                                                       |  |                |                                                   |                                                   |  |
|  | Győri ETO                                                                    | 5                                                                            | Győri ETO                                                                    | 1                                                                            | 1 | 2              | 3                                                                   | 8                                                                   |                                                                     |                                                                     |  |           |                                                                       |                                                                       |                                                                       |                                                                       |  |                |                                                   |                                                   |  |
|  | Győri ETO                                                                    | 5                                                                            |                                                                              |                                                                              |   |                |                                                                     |                                                                     |                                                                     |                                                                     |  |           |                                                                       |                                                                       |                                                                       |                                                                       |  |                |                                                   |                                                   |  |
|  | Lokomotiv Sofía                                                              | 3                                                                            | 4                                                                            | 7                                                                            |   |                |                                                                     |                                                                     |                                                                     |                                                                     |  |           |                                                                       |                                                                       |                                                                       |                                                                       |  |                |                                                   |                                                   |  |
|  | Lokomotiv Sofía                                                              | 3                                                                            | 4                                                                            | 7                                                                            |   |                |                                                                     |                                                                     |                                                                     |                                                                     |  | Győri ETO | 0                                                                     | 0                                                                     | 0                                                                     |                                                                       |  |                |                                                   |                                                   |  |
|  |                                                                              |                                                                              |                                                                              |                                                                              |   |                |                                                                     |                                                                     |                                                                     |                                                                     |  | Győri ETO | 0                                                                     | 0                                                                     | 0                                                                     |                                                                       |  |                |                                                   |                                                   |  |
|  |                                                                              |                                                                              | Benfica                                                                      | 1                                                                            | 4 | 5              |                                                                     |                                                                     |                                                                     |                                                                     |  |           |                                                                       |                                                                       |                                                                       |                                                                       |  |                |                                                   |                                                   |  |
|  | La Chaux-de-Fonds                                                            | 1                                                                            | Benfica                                                                      | 1                                                                            | 4 | 5              | 0                                                                   | 1                                                                   |                                                                     |                                                                     |  |           |                                                                       |                                                                       |                                                                       |                                                                       |  |                |                                                   |                                                   |  |
|  | La Chaux-de-Fonds                                                            | 1                                                                            |                                                                              |                                                                              |   |                |                                                                     |                                                                     |                                                                     |                                                                     |  |           |                                                                       |                                                                       |                                                                       |                                                                       |  |                |                                                   |                                                   |  |
|  | Benfica                                                                      | 1                                                                            | 5                                                                            | 6                                                                            |   |                |                                                                     |                                                                     |                                                                     |                                                                     |  |           |                                                                       |                                                                       |                                                                       |                                                                       |  |                |                                                   |                                                   |  |
|  | Benfica                                                                      | 1                                                                            | 5                                                                            | 6                                                                            |   | Benfica        | 5                                                                   | 1                                                                   | 6                                                                   |                                                                     |  |           |                                                                       |                                                                       |                                                                       |                                                                       |  |                |                                                   |                                                   |  |
|  |                                                                              |                                                                              |                                                                              |                                                                              |   | Benfica        | 5                                                                   | 1                                                                   | 6                                                                   |                                                                     |  |           |                                                                       |                                                                       |                                                                       |                                                                       |  |                |                                                   |                                                   |  |
|  |                                                                              |                                                                              | Real Madrid                                                                  | 1                                                                            | 2 | 3              |                                                                     |                                                                     |                                                                     |                                                                     |  |           |                                                                       |                                                                       |                                                                       |                                                                       |  |                |                                                   |                                                   |  |
|  | Real Madrid                                                                  | 4                                                                            | Real Madrid                                                                  | 1                                                                            | 2 | 3              | 2                                                                   | 6                                                                   |                                                                     |                                                                     |  |           |                                                                       |                                                                       |                                                                       |                                                                       |  |                |                                                   |                                                   |  |
|  | Real Madrid                                                                  | 4                                                                            |                                                                              |                                                                              |   |                |                                                                     |                                                                     |                                                                     |                                                                     |  |           |                                                                       |                                                                       |                                                                       |                                                                       |  |                |                                                   |                                                   |  |
|  | Dukla Praga                                                                  | 0                                                                            | 2                                                                            | 2                                                                            |   |                |                                                                     |                                                                     |                                                                     |                                                                     |  |           |                                                                       |                                                                       |                                                                       |                                                                       |  |                |                                                   |                                                   |  |
|  | Dukla Praga                                                                  | 0                                                                            | 2                                                                            | 2                                                                            |   |                |                                                                     |                                                                     |                                                                     |                                                                     |  |           |                                                                       |                                                                       |                                                                       |                                                                       |  |                |                                                   |                                                   |  |
|  |                                                                              |                                                                              |                                                                              |                                                                              |   |                |                                                                     |                                                                     |                                                                     |                                                                     |  |           |                                                                       |                                                                       |                                                                       |                                                                       |  |                |                                                   |                                                   |  |

### Octavos de final
El sorteo se realizó el 15 de octubre de 1964 en Bruselas

### Cuartos de final
El sorteo se realizó el 17 de diciembre de 1964 en Viena.
| 10 de febrero de 1965 | F. C. Köln | 0:0     | Liverpool F. C. | Müngersdorfer Stadion, Colonia,        |                                        |
|                       |            | Reporte |                 | Árbitro(s): Antonio Sbardella (Italia) | Árbitro(s): Antonio Sbardella (Italia) |

| 17 de marzo de 1965 | Liverpool F. C. | 0:0     | Köln | Anfield Road, Liverpool,              |                                       |
|                     |                 | Reporte |      | Árbitro(s): Joseph Barbéran (Francia) | Árbitro(s): Joseph Barbéran (Francia) |

| 17 de febrero de 1965 | F. C. Internazionale            | 3:1     | Rangers F. C. | Stadio San Siro, Milán,           |                                   |
|                       | Luis Suárez 48' · Peiró 50' 51' | Reporte | Forrest 64'   | Árbitro(s): Dittmar Huber (Suiza) | Árbitro(s): Dittmar Huber (Suiza) |

| 3 de marzo de 1965 | Rangers F. C. | 1:0     | F. C. Internazionale | Ibrox Park, Glasgow,                                      |                                                           |
|                    | Forrest 7'    | Reporte |                      | Árbitro(s): Kurt Waldemar Tschenscher (Alemania Oriental) | Árbitro(s): Kurt Waldemar Tschenscher (Alemania Oriental) |

| 24 de febrero de 1965 | A. F. C. Door Wilskracht Sterk | 1:1     | Győri Vasas E. T. O. | Olympisch Stadion, Ámsterdam,         |                                       |
|                       | Schrijvers 70' (pen.)          | Reporte | Korsós 21'           | Árbitro(s): Pierre Schwinte (Francia) | Árbitro(s): Pierre Schwinte (Francia) |

| 10 de marzo de 1965 | Győri Vasas E. T. O. | 1:0     | A. F. C. Door Wilskracht Sterk | Mártirok útja, Győr,                 |                                      |
|                     | Povázsai 87'         | Reporte |                                | Árbitro(s): Marian Koczner (Polonia) | Árbitro(s): Marian Koczner (Polonia) |

| 24 de febrero de 1965 | S. L. Benfica                                               | 5:1              | Real Madrid C. F. | Estádio da Luz, Lisboa,               |                                       |
|                       | José Augusto 9' · Eusébio 13' 25' · Simões 75' · Coluna 88' | [Report Reporte] | Amancio 56'       | Árbitro(s): Kevin Howley (Inglaterra) | Árbitro(s): Kevin Howley (Inglaterra) |

| 17 de marzo de 1965 | Real Madrid C. F.       | 2:1     | S. L. Benfica | Santiago Bernabéu, Madrid,          |                                     |
|                     | Grosso 10' · Puskás 70' | Reporte | Eusébio 41'   | Árbitro(s): Hugh Phillips (Escocia) | Árbitro(s): Hugh Phillips (Escocia) |

#### Play-offs
| 24 de marzo de 1965                               | Liverpool F. C.         | 2:2     | F. C. Köln             | Stadion Feijenoord, Róterdam,       |                                     |
|                                                   | St. John 20' · Hunt 37' | Reporte | Thielen 38' · Löhr 48' | Árbitro(s): Robert Schaut (Bélgica) | Árbitro(s): Robert Schaut (Bélgica) |
| Liverpool se clasifica por lanzamiento de moneda. |                         |         |                        |                                     |                                     |

### Semifinales
El sorteo se realizó el 23 de marzo de 1965 en Roma

## Final
| 1     | POR   | Giuliano Sarti     |  |
| 2     | DEF   | Tarcisio Burgnich  |  |
| 5     | DEF   | Aristide Guarneri  |  |
| 3     | DEF   | Giacinto Facchetti |  |
| 4     | MED   | Gianfranco Bedin   |  |
| 6     | MED   | Armando Picchi     |  |
| 7     | DEL   | Jair da Costa      |  |
| 8     | DEL   | Sandro Mazzola     |  |
| 9     | DEL   | Joaquín Peiró      |  |
| 10    | DEL   | Luis Suárez        |  |
| 11    | DEL   | Mario Corso        |  |
| D. T. | D. T. | Helenio Herrera    |  |

| 1     | POR   | Costa Pereira         |  |
| 2     | DEF   | Domiciano Cavém       |  |
| 3     | DEF   | Fernando Cruz         |  |
| 4     | DEF   | Germano de Figueiredo |  |
| 5     | MED   | Raúl Machado          |  |
| 6     | MED   | José Neto             |  |
| 7     | DEL   | José Augusto          |  |
| 8     | DEL   | Mário Coluna          |  |
| 9     | DEL   | José Torres           |  |
| 10    | DEL   | Eusébio da Silva      |  |
| 11    | DEL   | António Simões        |  |
| D. T. | D. T. | Elek Schwartz         |  |

| 43' | Jair da Costa | 1:0 |

| Principal | Gottfried Dienst |

| 1     | POR   | Giuliano Sarti     |  |
| 2     | DEF   | Tarcisio Burgnich  |  |
| 5     | DEF   | Aristide Guarneri  |  |
| 3     | DEF   | Giacinto Facchetti |  |
| 4     | MED   | Gianfranco Bedin   |  |
| 6     | MED   | Armando Picchi     |  |
| 7     | DEL   | Jair da Costa      |  |
| 8     | DEL   | Sandro Mazzola     |  |
| 9     | DEL   | Joaquín Peiró      |  |
| 10    | DEL   | Luis Suárez        |  |
| 11    | DEL   | Mario Corso        |  |
| D. T. | D. T. | Helenio Herrera    |  |

| 1     | POR   | Costa Pereira         |  |
| 2     | DEF   | Domiciano Cavém       |  |
| 3     | DEF   | Fernando Cruz         |  |
| 4     | DEF   | Germano de Figueiredo |  |
| 5     | MED   | Raúl Machado          |  |
| 6     | MED   | José Neto             |  |
| 7     | DEL   | José Augusto          |  |
| 8     | DEL   | Mário Coluna          |  |
| 9     | DEL   | José Torres           |  |
| 10    | DEL   | Eusébio da Silva      |  |
| 11    | DEL   | António Simões        |  |
| D. T. | D. T. | Elek Schwartz         |  |

| 43' | Jair da Costa | 1:0 |

| Principal | Gottfried Dienst |

| 1     | POR   | Giuliano Sarti     |  |
| 2     | DEF   | Tarcisio Burgnich  |  |
| 5     | DEF   | Aristide Guarneri  |  |
| 3     | DEF   | Giacinto Facchetti |  |
| 4     | MED   | Gianfranco Bedin   |  |
| 6     | MED   | Armando Picchi     |  |
| 7     | DEL   | Jair da Costa      |  |
| 8     | DEL   | Sandro Mazzola     |  |
| 9     | DEL   | Joaquín Peiró      |  |
| 10    | DEL   | Luis Suárez        |  |
| 11    | DEL   | Mario Corso        |  |
| D. T. | D. T. | Helenio Herrera    |  |

| 1     | POR   | Costa Pereira         |  |
| 2     | DEF   | Domiciano Cavém       |  |
| 3     | DEF   | Fernando Cruz         |  |
| 4     | DEF   | Germano de Figueiredo |  |
| 5     | MED   | Raúl Machado          |  |
| 6     | MED   | José Neto             |  |
| 7     | DEL   | José Augusto          |  |
| 8     | DEL   | Mário Coluna          |  |
| 9     | DEL   | José Torres           |  |
| 10    | DEL   | Eusébio da Silva      |  |
| 11    | DEL   | António Simões        |  |
| D. T. | D. T. | Elek Schwartz         |  |

| 43' | Jair da Costa | 1:0 |

| Principal | Gottfried Dienst |

| 1     | POR   | Giuliano Sarti     |  |
| 2     | DEF   | Tarcisio Burgnich  |  |
| 5     | DEF   | Aristide Guarneri  |  |
| 3     | DEF   | Giacinto Facchetti |  |
| 4     | MED   | Gianfranco Bedin   |  |
| 6     | MED   | Armando Picchi     |  |
| 7     | DEL   | Jair da Costa      |  |
| 8     | DEL   | Sandro Mazzola     |  |
| 9     | DEL   | Joaquín Peiró      |  |
| 10    | DEL   | Luis Suárez        |  |
| 11    | DEL   | Mario Corso        |  |
| D. T. | D. T. | Helenio Herrera    |  |

| 1     | POR   | Costa Pereira         |  |
| 2     | DEF   | Domiciano Cavém       |  |
| 3     | DEF   | Fernando Cruz         |  |
| 4     | DEF   | Germano de Figueiredo |  |
| 5     | MED   | Raúl Machado          |  |
| 6     | MED   | José Neto             |  |
| 7     | DEL   | José Augusto          |  |
| 8     | DEL   | Mário Coluna          |  |
| 9     | DEL   | José Torres           |  |
| 10    | DEL   | Eusébio da Silva      |  |
| 11    | DEL   | António Simões        |  |
| D. T. | D. T. | Elek Schwartz         |  |

| 43' | Jair da Costa | 1:0 |

| Principal | Gottfried Dienst |

|                                         |
| Bandera de Italia                       |
| Campeón F. C. Internazionale 2.º título |

## Estadísticas

### Tabla histórica de goleadores
Los portugueses Eusébio da Silva y José Torres fueron los máximos goleadores de la edición, tras anotar seis goles en siete partidos, con un promedio de 0,86 goles por partido, seguidos de los cinco logrados por el español Amancio Amaro, en tres encuentros. En cambio, los máximos goleadores del equipo campeón fueron Jair da Costa, Sandro Mazzola y Joaquín Peiró todos con tres goles.
Nota: No contabilizados los partidos y goles en rondas previas. Nombres y banderas de equipos en la época.
| \| Pos. \| Jugador \| G. \| Part. \| Prom. \| \| Club \| \| ---- \| ---------------- \| -- \| ----- \| ----- \| \| ------------------------- \| \| 1 \| Eusébio da Silva \| 6 \| 7 \| 0.86 \| \| S. L. Benfica \| \| = \| José Torres \| 6 \| 6 \| 1.00 \| \| S. L. Benfica \| \| 3 \| Amancio Amaro \| 5 \| 3 \| 1.67 \| \| Real Madrid C. F. \| \| 4 \| László Povázsai \| 4 \| 6 \| 0.67 \| \| Győri ETO F. C. \| \| 5 \| Roger Hunt \| 4 \| 7 \| 0.57 \| \| Liverpool F. C. \| \| 6 \| Spiro Debarski \| 3 \| 2 \| 1.50 \| \| P. F. K. Lokomotiv Sofiya \| \| 7 \| Jim Forrest \| 3 \| 4 \| 0.75 \| \| Rangers F. C. \| \| = \| Johannes Temming \| 3 \| 4 \| 0.75 \| \| Amsterdamsche F. C. DWS \| \| 9 \| László Györffi \| 3 \| 5 \| 0.60 \| \| Győri ETO F. C. \| \| = \| Jair da Costa \| 3 \| 5 \| 0.60 \| \| F. C. Internazionale \| \| 11 \| Sandro Mazzola \| 3 \| 6 \| 0.50 \| \| F. C. Internazionale \| \| 12 \| Joaquín Peiró \| 3 \| 7 \| 0.43 \| \| F. C. Internazionale \| \| = \| Ian St John \| 3 \| 2 \| 0.43 \| \| Liverpool F. C. \| Actualizado a fin de torneo. |                  |    |       |       |  |                           |
| Pos. | Jugador          | G. | Part. | Prom. |  | Club                      |
| 1 | Eusébio da Silva | 6  | 7     | 0.86  |  | S. L. Benfica             |
| = | José Torres      | 6  | 6     | 1.00  |  | S. L. Benfica             |
| 3 | Amancio Amaro    | 5  | 3     | 1.67  |  | Real Madrid C. F.         |
| 4 | László Povázsai  | 4  | 6     | 0.67  |  | Győri ETO F. C.           |
| 5 | Roger Hunt       | 4  | 7     | 0.57  |  | Liverpool F. C.           |
| 6 | Spiro Debarski   | 3  | 2     | 1.50  |  | P. F. K. Lokomotiv Sofiya |
| 7 | Jim Forrest      | 3  | 4     | 0.75  |  | Rangers F. C.             |
| = | Johannes Temming | 3  | 4     | 0.75  |  | Amsterdamsche F. C. DWS   |
| 9 | László Györffi   | 3  | 5     | 0.60  |  | Győri ETO F. C.           |
| = | Jair da Costa    | 3  | 5     | 0.60  |  | F. C. Internazionale      |
| 11 | Sandro Mazzola   | 3  | 6     | 0.50  |  | F. C. Internazionale      |
| 12 | Joaquín Peiró    | 3  | 7     | 0.43  |  | F. C. Internazionale      |
| = | Ian St John      | 3  | 2     | 0.43  |  | Liverpool F. C.           |